# Veselka (Vimperk)
Veselka (německy Wessele) je malá vesnice, část města Vimperk v okrese Prachatice v Jihočeském kraji. Nachází se asi 4,5 kilometru jihovýchodně od Vimperka. Veselka leží v katastrálním území Veselka u Vimperka o rozloze 2,86 km².

## Historie
První písemná zmínka o vesnici pochází z roku 1359.

## Obyvatelstvo
V roce 1921 byla ves osadou obce Pravětín, nacházelo se v ní 27 domů a žilo zde 148 obyvatel (22 české a 126 německé národnosti).
| Rok            | 1869 | 1880 | 1890 | 1900 | 1910 | 1921 | 1930 | 1950 | 1961 | 1970 | 1980 | 1991 | 2001 | 2011 | 2021 |
| -------------- | ---- | ---- | ---- | ---- | ---- | ---- | ---- | ---- | ---- | ---- | ---- | ---- | ---- | ---- | ---- |
| Počet obyvatel | 167  | 193  | 191  | 160  | 162  | 148  | 143  | 21   | 6    | 7    | 3    | 0    | 0    | 4    | 8    |
| Počet domů     | 22   | 29   | 28   | 28   | 28   | 27   | 26   | 10   | 10   | 3    | 1    | 0    | 7    | 9    | 8    |

## Obecní správa
Při sčítání lidu v letech 1850–1960 Veselka byla osadou obce Pravětín, se kterým patřila nejprve do okresu Prachatice, ale v roce 1950 v okrese Vimperk. V letech 1961–1971 byla částí obce Boubská v okrese Prachatice. Od 26. listopadu 1971 je částí města Vimperk v okrese Prachatice, kdy se konaly městské volby.